# Iuri Voronov
Iuri Nikolàievitx Voronov (Юрий Николаевич Воронов; nascut l'1 de juny de 1874 a Tiflis- 10 de desembre de 1931 a Leningrad) va ser un botànic rus. Treballà al jardí botànic de Leningrad.
Les transcripcions del seu nom inclouen la de Jurij Nikolaewitch Woronow.
Entre 1907 i 1919, publicà 'Kavkaza i Kryma' (1907-1919) amb Aleksandr Vasiljevich Fomin, sobre espècies de plantes del Caucas.